# Glacier Fox/Te Moeka o Tuawe
Pour les articles homonymes, voir Fox.
Le glacier Fox/Te Moeka o Tuawe est un glacier long de 13 kilomètres situé dans le parc national de Westland Tai Poutini dans l'île du Sud en Nouvelle-Zélande.
Son nom occidental date de 1872 et a été donné en l'honneur de William Fox, Premier ministre du pays à cette époque,. Son nom en maori de Nouvelle-Zélande a été officiellement accolé en 1998.